# پوند جبل‌طارق
پوند جبل طارق (به انگلیسی: Gibraltar pound) با کد ایزوی GIP، یکای پول رایج در کشور جبل طارق است. مسئولیت کنترل این یکای پول برعهدهٔ دولت جبل طارق قرار دارد.
این پوند، جزء ده پول قدرتمند دنیا در سال 2023 معرفی شده است.